# Smolarek rdzawobrzuchy
Smolarek rdzawobrzuchy (Myrmecocichla cinnamomeiventris) – gatunek ptaka z rodziny muchołówkowatych (Muscicapidae), zamieszkujący Afrykę Subsaharyjską. Nie jest zagrożony wyginięciem.

## Taksonomia
Gatunek ten zwykle umieszczany jest w monotypowym rodzaju Thamnolaea Cabanis, 1851, ale na Kompletnej liście ptaków świata został przeniesiony do Myrmecocichla w oparciu o badania filogenetyczne Alaei Kakhki et al. (2023).
Na stosowanej przez IUCN liście ptaków świata opracowywanej we współpracy BirdLife International z autorami Handbook of the Birds of the World wyróżnia się 9 podgatunków. Niektórzy autorzy nie uznają podgatunku cavernicola. Podgatunek coronota jest traktowany przez niektóre ujęcia systematyczne jako odrębny gatunek, czasem razem z kordofanensis – tak np. klasyfikuje ten takson Międzynarodowy Komitet Ornitologiczny (IOC).

## Podgatunki i zasięg występowania
Smolarek rdzawobrzuchy występuje w zależności od podgatunku:
- M. cinnamomeiventris bambarae – smolarek figowy[5] – południowa Mauretania, południowo-wschodni Senegal i południowo-zachodnie Mali
- M. cinnamomeiventris cavernicola – centralne Mali
- M. cinnamomeiventris coronata – smolarek koroniasty[5] – północne Wybrzeże Kości Słoniowej i Burkina Faso wyspowo na wschód aż do zachodniego Sudanu
- M. cinnamomeiventris kordofanensis – Góry Nubijskie (południowo-środkowy Sudan)
- M. cinnamomeiventris albiscapulata – smolarek białobarkowy[5] – północna Erytrea, północna, centralna i wschodnia Etiopia oraz skrajnie południowo-wschodni Sudan Południowy
- M. cinnamomeiventris subrufipennis – południowo-wschodni Sudan Południowy i południowo-zachodnia Etiopia na południe do Zambii i Malawi
- M. cinnamomeiventris odica – wschodnie i środkowe Zimbabwe oraz przyległy obszar w zachodnim Mozambiku, wschodnia i południowo-wschodnia Botswana
- M. cinnamomeiventris cinnamomeiventris – smolarek rdzawobrzuchy[5] – wschodnia Południowa Afryka, zachodnie Eswatini
- M. cinnamomeiventris autochthones – południowy Mozambik na południe po północno-wschodnią Południową Afrykę i wschodnie Eswatini

## Morfologia
Długość ciała 19–21 cm; masa ciała 41–51 g.

## Status
IUCN uznaje smolarka rdzawobrzuchego za gatunek najmniejszej troski (LC, Least Concern). Liczebność światowej populacji nie została oszacowana, ale ptak ten opisywany jest jako lokalnie pospolity, rzadki w zachodniej części zasięgu, bardzo liczny w Burundi. Ze względu na brak dowodów na spadki liczebności bądź istotne zagrożenia dla gatunku BirdLife International uznaje trend liczebności populacji za stabilny.